# 布拉季洛沃湖
56°04′13″N 29°02′13″E / 56.07028°N 29.03694°E
布拉季洛沃湖（俄语：Братилово），是俄羅斯的湖泊，位於該國西北部，由普斯科夫州負責管轄，處於謝別日區，面積3.7平方公里，集水區面積85平方公里，平均水深3.1米，最大水深5.6米。